# Hoholivka, Kuibîșeve
Hoholivka (în ucraineană Гоголівка) este un sat în comuna Novoukraiinka din raionul Kuibîșeve, regiunea Zaporijjea, Ucraina.

## Demografie
Componența lingvistică a localității Hoholivka
     Ucraineană (89,79%)
     Rusă (7,19%)
     Alte limbi (0,23%)
Conform recensământului din 2001, majoritatea populației localității Hoholivka era vorbitoare de ucraineană (89,79%), existând în minoritate și vorbitori de rusă (7,19%) și armeană (2,78%).